# 岡内重俊
岡内 重俊（おかうち しげとし、1842年5月11日（天保13年4月2日）- 1915年（大正4年）9月20日）は、幕末の土佐藩士、明治期の司法官僚・政治家。元老院議官、貴族院勅選議員、男爵、錦鶏間祗候。通称・俊太郎。

## 経歴
土佐国土佐郡潮江村（現高知県高知市）で、土佐藩士・岡内清胤、鹿子夫妻の長男として生まれる。土佐藩の横目職を務めた。その後、海援隊に加わり坂本龍馬の秘書役を務め、土佐藩の武器調達に尽力。
明治維新後、新政府に出仕し、明治2年2月15日（1869年3月27日）刑法官鞫獄判司事に任じられた。以後、鞫獄副知判司事、徴士・鞫獄司知事、刑部大解部、刑部少判事、刑部中判事、司法少判事、司法権中判事を歴任。 岩倉使節団に理事官として参加した佐々木高行司法大輔の随行を命ぜられ、明治4年11月12日（1871年12月23日）横浜港を出港し、欧米各国を巡行して1873年（明治6年）3月13日に帰国した。
1873年3月15日、司法権大検事に就任。以後、判事、長崎上等裁判所長、大審院刑事局詰、高等法院陪席裁判官などを歴任した。
1886年（明治19年）5月10日、元老院議官に任じられ、1890年（明治23年）9月29日、貴族院議員に勅選され、死去するまで在任。同年10月20日、元老院が廃止され議官を非職となり錦鶏間祗候を仰せ付けられた。1900年（明治33年）5月9日、男爵を叙爵した。立憲政友会に属して活動した。

## 栄典
位階
- 1886年（明治19年）10月28日 - 従四位[9]
- 1889年（明治22年）11月5日 - 従三位[10]
- 1913年（大正2年）4月10日 - 従二位[11]

勲章等
- 1889年（明治22年）11月25日 - 大日本帝国憲法発布記念章[12]
- 1890年（明治23年）6月30日 - 勲二等瑞宝章[13]
- 1900年（明治33年）5月9日 - 男爵[8]

## 親族
- 長女 大浜福（衆議院議員・大浜忠三郎の妻）[2][14]
- 三女 松本壽（衆議院議員・松本君平の妻）[2][14]